# 前格萊尼施山
47°01′21″N 9°02′29″E / 47.022464°N 9.04151°E

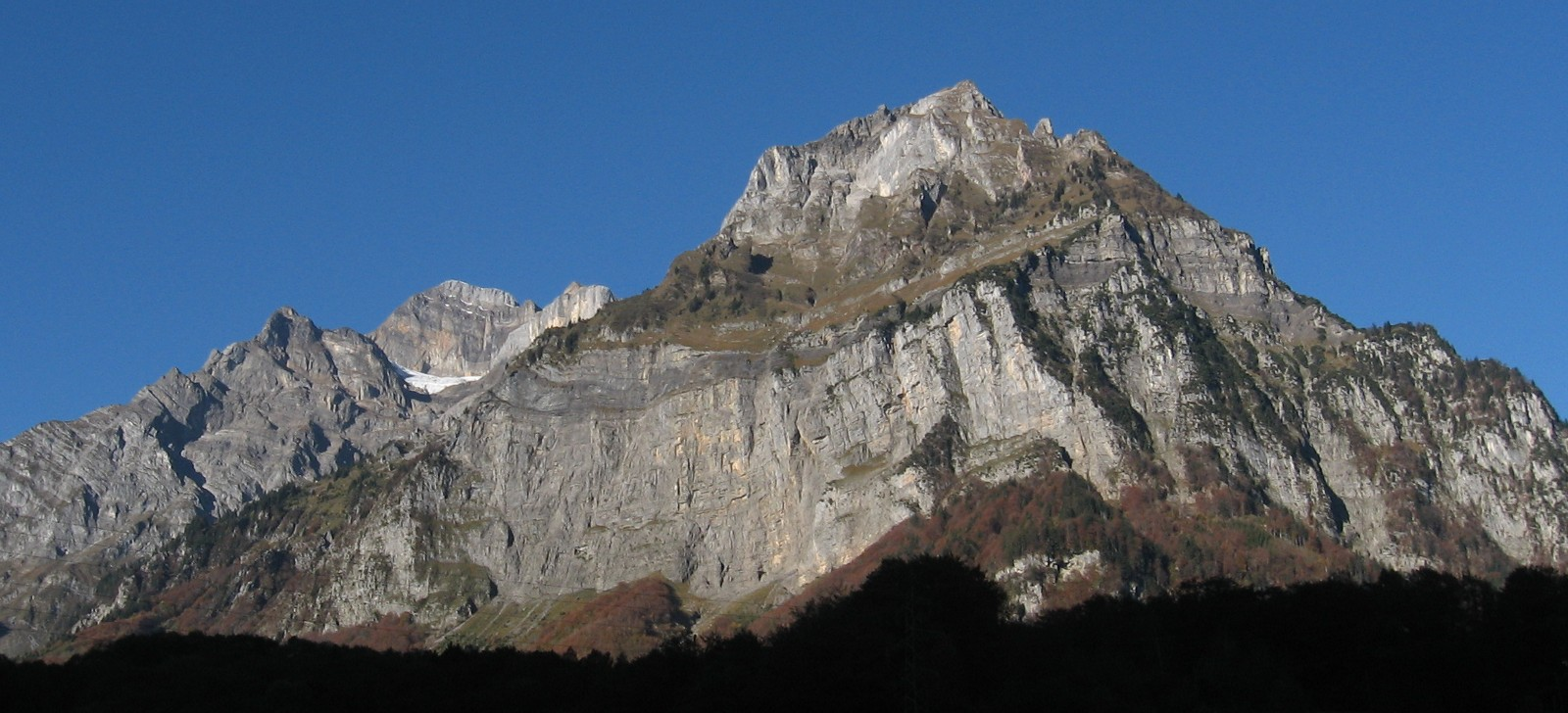

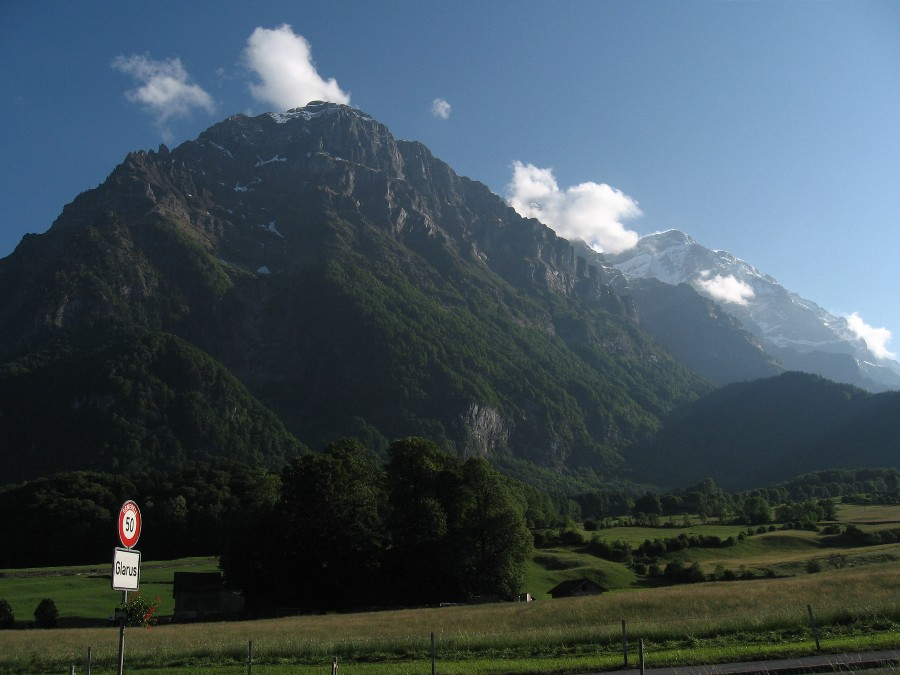

前格萊尼施山（Vorder Glärnisch），是瑞士的山峰，位於該國中東部，由格拉魯斯州負責管轄，屬於格拉魯斯山的一部分，海拔高度2,327米，每年平均降雨量1,929毫米。